# Sebastián Jurado
Sebastián Jurado Roca (Veracruz, 28 de setembro de 1997) é um futebolista mexicano que atua como goleiro. Atualmente joga pelo Cruz Azul Fútbol Club.

## Carreira
Jurado ingressou na academia juvenil de Tiburones Rojos de Veracruz em 2013, passando por várias categorias. Em 9 de novembro de 2018, ele fez sua estreia na Liga MX no empate 2–2 de Veracruz contra Querétaro. Em 19 de dezembro de 2019, ingressou oficialmente no Cruz Azul.

## Títulos
Cruz Azul
- Liga MX: Guardianes 2021

México
- Jogos Olímpicos: 2020 (medalha de bronze)